# Væb
Væb (in islandese [ˈvai:p]) è un duo musicale islandese formatosi nel 2022. È costituito dai fratelli, cantanti e rapper Matthías Davíð e Hálfdán Helgi Matthíasson.
Hanno rappresentato l'Islanda all'Eurovision Song Contest 2025 con l'inedito Róa, classificandosi al penultimo posto.

## Storia del gruppo
Il duo ha fatto il proprio esordio nell'industria discografica con l'album in studio Væb tékk, pubblicato nel settembre 2022 e anticipato dagli estratti Aron Can (Borđar kál) (un omaggio all'eponimo artista) e Þetta kallar á drykk.
Col remix di Ofbođslega frægur (2023), una collaborazione con Ingi Bauer, hanno ottenuto i loro primi numeri commercialmente, esordendo all'interno della top 20 della Tónlistinn. Anche Tölur tala è entrata nella hit parade nazionale, finendo alla 21ª posizione.
Nel febbraio 2024 hanno partecipato al Söngvakeppnin, il metodo di selezione nazionale per l'Eurovision Song Contest, con l'inedito Bíómynd; dopo aver superato le semifinali, sono giunti in finale, dove sono terminati al 4º posto. Ciononostante, Bíómynd è stato il brano più popolare tra quelli in gara, risultando il primo e l'unico a fare l'entrata nella top 10 islandese. Qualche mese più tardi viene diffuso il loro primo EP Væbauer, inciso con Ingi Bauer.
L'anno successivo sono stati selezionati nuovamente dalla RÚV come concorrenti al Söngvakeppnin; alla competizione, dove hanno gareggiato con la canzone Róa, sono riusciti a superare le semifinali e a giungere in finale. Róa è stato poi dichiarato il brano vincitore dell'evento, dopo essere stato quello preferito dalla giuria e dal pubblico; dunque, i Væb si sono guadagnati il diritto di rappresentare la nazione islandese all'Eurovision Song Contest 2025. Inoltre, Róa ha mantenuto il controllo della Tónlistinn per sei settimane consecutive, diventando il titolo eurovisivo più longevo al numero uno nella classifica degli anni venti. I Væb hanno dopodiché superato le semifinali e hanno così acceduto alla finale eurovisiva del 17 maggio, dove si sono piazzati al 25º posto su 26 partecipanti con 33 punti.

## Formazione
- Matthías Davíð Matthíasson (4 dicembre 2004) – voce
- Hálfdán Helgi Matthíasson (4 giugno 2003) – voce

## Discografia

### Album in studio
- 2022 – Væb tékk

### EP
- 2024 – Væbauer (con Ingi Bauer)

### Singoli
- 2022 – Aron Can (Borđar kál)
- 2022 – Þetta kallar á drykk
- 2022 – Ríðum ríðum (con Háski e Rokkkór Íslands)
- 2022 – Alveg dagsatt (con Villi Neto e Barnakór Lindakirkju)
- 2023 – Ofbođslega frægur (con Ingi Bauer)
- 2023 – Tölur tala (feat. Herra Hnetusmjör)
- 2023 – Sömmer baby (con Disco Curly)
- 2023 – Ég er á leiðinni remix
- 2024 – Bíómynd
- 2024 – Til hamingju
- 2025 – Róa
- 2025 – Jaja ding dong! (con Ingi Bauer)
- 2025 – Dr. Saxophone